# Галашки
Галашки — село у Сунженському районі Інгушетії, розташоване на лівому березі річки Сунжа біля кордону з Північною Осетією-Аланією. 2009 року населення становило 9000 осіб. Галашки утворює сільську громаду Галашківського сільського поселення як єдиний населений пункт у її складі.

## Етимологія
Деякі дослідники перекладають назву села Галашки з інгуської як «до галаїв», виходячи з твердження, що представники Галаї рід були засновниками села. 

## Географія
Галашки розташовані на лівому березі річки Асса, за 30 км на південний захід від районного центру Сунжа та за 32 км на південний схід від Магасу. Найближчі населені пункти: на півночі — село Алхасти, на північному сході — село Даттих, на півдні — село Мужичі, на південному заході — село Комгарон.

## Історія
Село засноване родом Галай, який переселився з Галанчожа.  У 1770-х роках німецький дослідник Йоганн Гюльденштедт вказав Галашки серед переліку інгушських сіл і повітів.  За назвою села в XIX ст. в джерелах закріплюються терміни «Галаське товариство» і « Галаські» , як одне з територіальних товариств інгушів. 
Село вважалося великим передгірним селом в Кавказькому імаматі і відігравало важливу стратегічну роль, закриваючи виходи з гір на рівнину. Під час існування Кавказького імамату Галашки були центром Галашкінського наїбства, яким керували наїб Дударов   , а також Мухаммед Анзоров-Мірза. 
Чеченські бійці за незалежність під час Другої чеченської війни, двічі влаштовували битви біля села: у 2000 році (з боку Чечні)  та битву під Галашками у 2002 році (з боку Грузії). 

## Видатні люди
- Лайсат Байсарова (1920—2005), інгуська абрека і повстанка. [14]
- Руслан Хучбаров (1972—2004), інгуський бойовик, відомий провідною роллю в захопленні школи в Беслані.
- Ширвані Костоєв (1923—1949), інгуський льотчик і командир.